# Charles Pellat
Charles Pellata (ur. 28 września 1914 w Suk Ahras, zm. 28 października 1992 w Bourg-la-Reine) – algiersko-francuski naukowiec, historyk, tłumacz, badacz orientalistyki, specjalizujący się w arabistyce i islamistyce, a także redaktor Encyklopedii Islamu i członek Akademii Inskrypcji i Literatury Pięknej.

## Życiorys
Charles Pellat urodził się 28 października 1914 w Suk Ahras w Algierii Francuskiej. Edukację szkolną pobierał w Casablance w Maroku. W 1935 roku ukończył studia na Uniwersytecie w Bordeaux, gdzie uzyskał dyplom z języka i literatury arabskiej.
Od 1947 do 1951 roku był profesorem języka arabskiego w Lycée Louis-le-Grand. Od 1951 do 1956 roku objął to samo stanowisko w Institut national des langues et civilisations orientales, a od 1956 do 1978 na Uniwersytecie Paryskim.
Charles Pellat redagował i współtworzył rozdziały do drugiego wydania Encyklopedii Islamu.